# ينبع
ينبع هي مدينة سعودية والمركز الإداري لمحافظة ينبع، وهي إحدى محافظات منطقة المدينة المنورة في المملكة العربية السعودية. تقع المدينة على ساحل البحر الأحمر في إقليم تهامة تبعد حوالي 180 كم غرب المدينة المنورة و125 كم جنوب مدينة أملج و260 كم شمال مدينة جدة وحوالي 400 كم شمال غرب مكة المكرمة. وصل عدد سكانها حسب تعداد السعودية 2022 إلى نحو 258,777 ألف نسمة. وتعتبر ثاني أكبر مدينة على البحر الأحمر بعد مدينة جدة وتقسم المدينة إلى 3 مدن: ينبع البحر ، وينبع النخل ، وينبع الصناعية. وتلقب بلؤلؤة البحر الأحمر.

## أصل التسمية
يَنْبُع هي مضارع الفعل نَبَعَ - مِن 'يَنْبُعُ الماء' - وسُمّيت بهذا الاسم لكثرة ينابيعها، وينطق بفتح الياء وسكون النون فباء موحدة مضمومة وعين مهملة. ويقال بأن أصل تسمية المدينة يعود كما - يذكر المؤرخون - إلى أنها تحتوي على 370 عين ماء جاري.
كما تنطق وفق الآتي
يَنْبِع (بكسر الباء )
يَنْبُع (بضم الباء )
يُنْبُع (بضم الياء والباء )

## المناخ
مناخ ينبع حار صيفا وتكثر فيه العواصف الرملية وقد تصل درجات الحرارة إلى 49 درجة مئوية. والجو معتدل يميل للبرودة في فصل الشتاء، وقد تصل درجات الحرارة إلى 12 درجة مئوية. أما الأمطار فقليلة في الشتاء وتكون الأمطار مصحوبة بعواصف رعدية قوية. وتبلغ كمية الأمطار 99 مليمتر في العام، ويعتبر شهر سبتمبر من أشد الشهور رطوبة فتصل الرطوبة فيه بعض الأحيان حوالي 94 %.

## الموقع
ينبع هي إحدى مدن المملكة العربية السعودية، وتقع في غرب الجزيرة العربية على الضفة الشرقية للبحر الأحمر التي يبلغ طولها ضمن حدود المملكة العربية السعودية 1800 كم.

## تاريخ المدينة

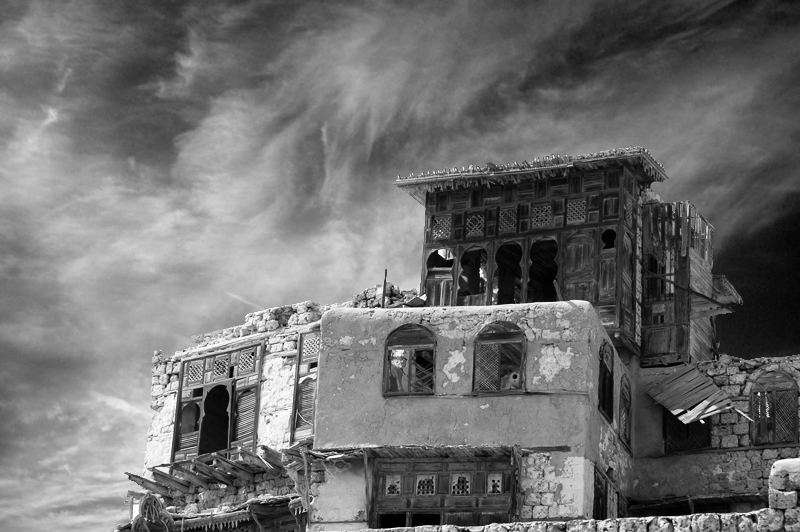
ديار تقليدية.

يرجع تاريخ ينبع إلى 2500 عام على الأقل، حيث إنها كانت تقع على طريق البهارات والبخور من اليمن إلى مصر ومنطقة البحر المتوسط. وكانت ينبع مركز التزويد وقاعدة عمليات للقوات العربية والبريطانية أثناء قتالهم للعثمانيين خلال الحرب العالمية الأولى. بقيت ينبع ميناء صغيرًا حتى عام 1975 عندما اختارتها السعودية لتكون مدينة صناعية.
ومع وجود الشركات البترولية التي استقطبت كثير من المواطنين من باقي مدن المملكة للعمل بها واستقروا بعد ذلك بينبع.

## أمراء وحكام ينبع البحر
- الشريف قتادة بن إدريس بن مطاعن الحسيني توفي سنة (617 هجري )
- الشريف إدريس بن حسن بن قتادة الحسيني
- الشريف راجح بن إدريس بن حسن بن قتادة الحسيني
- الشريف محمد بن عقيل بن راجح بن إدريس بن قتادة الحسيني
- الشريف مخبار بن محمد بن عقيل بن راجح بن قتادة الحسيني
- الشريف وبير بن مخبار بن محمد بن عقيل بن قتادة الحسيني
- الشريف هجار بن وبير بن مخبار بن قتادة الحسيني
- الشريف معزي بن هجار بن وبير بن مخبار بن قتادة الحسيني
- الشريف دراج بن معزي بن هجار بن قتادة الحسيني (توفي 902 هـ )
- الشريف مقبل بن مخبار بن محمد بن عقيل بن راجح بن إدريس بن حسن بن قتادة الحسيني 558 هـ مات سنة 830 هـ ربيع الأول
- يحيى بن سبع بن هجان بن محمد بن سعود بن أحمد بن حسن بن قتادة بن إدريس 00/06/903 هـ إلى 912 هجري
- الشريف هجار بن دراج بن معزّي بن هجار بن وبير بن مخبار بن مقبل بن محمد بن راجح بن إدريس بن حسن بن قتادة الحسيني سنة 912 هـ إلى 917 هـ
- الشريف علي بن هجار بن دراج بن معزّي بن هجار بن وبير بن مخبار بن مقبل بن محمد بن راجح بن إدريس بن حسن بن قتادة الحسيني 04/05/917 هـ إلى 18 /06/928 هـ
- الشريف عبد الكريم بن بديوي الهجاري حتى سنة 1344 هـ
- الشريف سعد بن أبي الغيث الحسيني 785 هـ
- محمد الثائر بن موسى بن عبد الله بن موسى الهاشمي القرشي كان أمير ينبع وقد خرج ثائرا بالمدينة المنوّرة على الخليفة العباسي المعتز بالله.
- الشريف شاكر بن زيد
- حسن بن قتادة الحسيني
- راجح بن قتادة الحسيني
- سعد بن أبي الغيث بن قتادة بن إدريس بن حسن بن قتادة الحسني (مات في مصر في ذي القعدة معزولا).
- مقدم بن هجان بن محمد بن مسعود
- الشريف شرف بن عبد المنعم
- الأمير عبد الله بن عبد المعين
- الأمير معلا بن عبد الله
- الأمير عبد الرحمن بن سعد بن سعيد (19/05/1344 هـ) (03/07/1345 هـ )
- الأمير إبراهيم بن عبد الرحمن بن إبراهيم النشمي (03/07/1345 هـ)(17/01/1347 هـ )
- الأمير صالح بن مقبل العصيمي التميمي (17/01/1347 هـ)(21/02/1348 هـ )
- الأمير عبد العزيز بن فهد بن معمر التميمي (21/02/1348 هـ )(21/04/1351 هـ)- بأمر من جلالة الملك عبد العزيز رحمه الله
- الأمير حمود بن إبراهيم آل إبراهيم (21/04/1351 هـ )(1353 هـ )
- الأمير حمد بن عبد العزيز العيسى (01/07/1353 )(01/01/1377 هـ )
- الأمير سعود بن هذلول بن ناصر آل سعود (01/01/1377 هـ )(24/11/1377 هـ)
- غير معروف الاسم (24/11/1377 هـ) (12/01/1378 هـ )
- الأمير سلمان بن عبد الرحمن السميري (12/01/1378 هـ )(01/07/1387 هـ )
- الأمير عبد العزيز بن عبد الرحمن النميان (01/07/1387 هـ )(17/12/ 1389 هـ )
- الأمير نايف بن مساعد السديري (17/12/1389 هـ )(23/03/ 1414 هـ )
- تكليف - مرزوق بن عبد المانع الفهادي (23/03/1414 هـ )(29/04/1418 هـ )
- المحافظ إبراهيم بن شخبوط السلطان (29/04/1418 هـ )(20/03/1434 هـ )
- تكليف - علي الحمادي (20/03/1434 هـ )(16/06/1434 هـ )
- المحافظ مساعد بن يحيى السليم (16/06/1434 هـ )( 18/05/1439 هـ )
- المحافظ سعد بن مرزوق السحيمي (18/05/1439 هـ )( حتى تاريخه )

## ينبع الصناعية

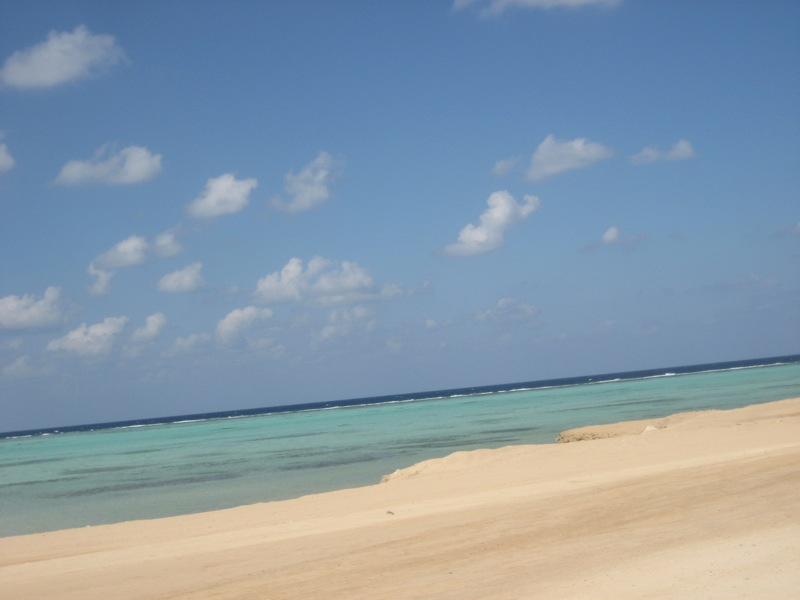
شاطئ ينبع الصناعية.

تعرف أيضا بـالهيئة الملكية أسست عام 1975 بتصميم حديث على مساحة 185 كم مربع. وتحتوي على ثلاثة مصافي للنفط ومصانع للبلاستيك وعدة مصانع للبتروكيماويات. وميناء الملك فهد الصناعي بينبع. تتميز بالشوارع المنظمة والتصميم الجميل.
التطوير قائم لجعلها أكبر مدينة صناعية في العالم. كما تعتبر أكبر مدينة تم تخطيطها وبناؤها كوحدة لتستوعب 200,000 نسمة، حسب إحصائات شركة بارسونز يعتبر شاطئ الغروب أحد أجمل شواطئ ينبع الصناعية، وتضم ينبع الصناعية منتجع عالمي على مرسى البثنة. وتضم مدينة ينبع الصناعية أيضا بحيرة صناعية راقية وعدد من المستشفيات الكبرى منها ما هو تابع للهيئة الملكية للجبيل وينبع ومنها المملوك للقطاع الخاص. ومما يميز مدينة ينبع الصناعية التنوع السكاني الكبير فيها حيث تضم سكانًا من جميع مدن المملكة ومن العديد من دول العالم وذلك يرجع لفرص العمل العديدة التي توفرها شركات الهيئة الملكية. وتنفرد الهيئة الملكية بالتعليم الخاص بها حيث يتم إعداد كوادر تعليمية بجودة عالمية من حيث الكادر التعليمي والمباني التعليمية.
ينبع 2:
يقام مشروع (ينبع 2) وهي مدينة إنشاؤها بين جدة ورابغ.
ويتوقع أن يزيد عدد سكان ينبع الصناعية إلى الضعف خلال السنوات القليلة القادمة وذلك بسبب التوافد إليها من جميع المناطق داخل المملكة للعمل في مشاريع ينبع2.
من المتوقع أن يجتذب مشروع ينبع 2 فرصًا وظيفية تفوق عدد (20000) وظيفة وقيمة استثمارات تقدر بـ (115) مليون ريال سعودي.

## ينبع النخل
وهي مدينة قديمة يعود تاريخها لأكثر من ألفي عام. تتكون من مجموعة من القرى اشتهرت قديمًا كإحدى المدن التجارية حيت يقع في قرية السويق وهي أكبر قراها مايعرف بسوق الإثنين وكان ملتقى تجاري للقوافل والحجيج وكان يتبعها ميناء الجار وقد كان يسكنها بنو إبراهيم من جهينة وقبيلة القايدي من بني سالم من قبيلة حرب ولهم فيها ثلاثة قرى ولا يزالون يسكنون بها إلى يومنا هذا وهذا الميناء قديم جدًا وفي إحدى الحقب التاريخية استأجرته البرتغال من بني إبراهيم لترسو به سفنهم بالإضافة على أنها كانت مشهورة إلى وقت قريب بمزارع النخيل والعيون الجارية ويقال أنه كانت تحوي أكثر من مائة عين جارية وكانت تلقب بوادي النعيم قبل أن تجف عيونها، وتتبع لمدينة ينبع النخل مجموعة قرى زراعية.
ينبع النخل عبارة عن وادي تقع على جوانبه عدة قرى يمتد من ساحل البحر الأحمر غربا حتى مسافة 50 كم شرقا. كانت قرى الدهناء تمتد من ساحل البحر من ميناء الجار القديم حتى بداية قرى مدسوس وقرى المبارك شرقًا، وهي القرى التي تعتبر المحطة الرئيسية في طرق التجارة للشام ومصر قبل الإسلام ومن ثم طرق الحجاج. لم يبقَ من هذه القرى سوى بعض المعالم القليلة جدا. قرى ينبع النخل: يطلق اسم قرية على مجموعة عيون جارية متجاورة ومتلاصقة في المساحة الزراعية، لكل عين جارية مساحة زراعية حسب قوة الماء الجاري من ضعفه ولها ملاكها ولكل عين رئيس مثلا رئيس عين حسين في السويق. قرى ينبع النخل مرتبة قرى السويق أربعة: عين حسين - عين حسن - الفجة - عين علي. وقرية السويق من أكبر قرى ينبع النخل وتشتهر بسوقها المعروف سوق الاثنين. وفيها مركز الحكومة والمسجد الجامع. قرية اليسيرة وقرية البثنة وقرية خيف حسين وهي آخر حدود قرى ينبع النخل القديمة. قرية سويقة: خيف فاضل وخيف الحارثية وعين جديد. قرى العلقمية- عين عجلان. عين النوى- عين سلمان- الريان- القرية (تصغير قرية وتعرف الآن قرية الأشراف) المزرعة- السكوبية- الجابرية - المبارك- البركة. قرية مدسوس قرية البقاع عين علي الحربية وشعثا- الخربة- خيف حازم- خيف مزنه- العبايش. سميت ينبع النخل بهذا الاسم لاحتوائها على مزارع نخيل من كل الأنواع.

## ينبع البحر
وهي الجزء الأساسي والأول الأهم من المدينة إذ يقطنها أغلب سكان ينبع وبها معظم المحلات التجارية والمرافق العامة. وهي مدينة سياحية بالدرجة الأولى في السعودية وهي ذات نمو سريع مقارنة بباقي المدن تمتاز بحس التخطيط وهي مركز استثماري كبير على الساحل الغربي للمملكة كما أنها منطقة جميلة جدًا لهواة الغوص، فهي على البحر الأحمر الذي يكثر فيه المرجان وتعتبر من أفضل المناطق في العالم للغواصين. ويقع شمال مدينة ينبع منطقة شرم ينبع، وهو من أجمل المناطق الساحلية فيها ويحوي العديد من المنتجعات، وبه مراكز للغوص، ويخوت للغوص والسفاري ويوجد في ينبع البحر مطار الأمير عبد المحسن الأقليمي وفيه بعض الرحلات الدولية (القاهرة - دبي - الشارقة - إسطنبول) بجانب الرحلات الداخلية (جدة والرياض) وهو من أجمل مطارات المملكة المحلية والمطار يخدم أهالي ينبع الصناعية وينبع البحر وينبع النخل ومحافظة أملج في بعض الأحيان.وفي سبتمبر 2023 أطلق الصندوق السيادي السعودي مشروعاً ترفيهياً في مدينة ينبع بقيمة تبلغ 1.1 مليار ريال (293 مليون دولار)، ضمن مساعي المملكة لتنويع اقتصادها وتحقيق رؤية 2030.

## أحياء ينبع
| حي العمودي  | حي الأصالة      | حي الأضواء         | حي الإمارة  | حي البثنة   |
| حي البحيرة  | حي البندر       | حي البهجة          | حي التاخي   | حي التعاون  |
| حي الجابرية | حي الجار        | حي الجامعة العربية | حي الحدائق  | حي الحوراء  |
| حي الخالد   | حي الخريق       | حي الداسمة         | حي الديار   | حي الربوة   |
| حي الربيع   | حي الزهور       | حي السميري         | حي السور    | حي السويق   |
| حي الشاطئ   | حي الشربتلي     | حي الشروق          | حي الصاعيدة | حي الصبح    |
| حي الصريف   | حي الصفا        | حي الصهاريج        | حي الصواري  | حي العزيزية |
| حي العصيلي  | حي العيون       | حي الفهد           | حي الفيصل   | حي القاد    |
| حي اللؤلؤ   | حي المبارك      | حي المجد           | حي المحارة  | حي المرجان  |
| حي المسرّة   | حي المشهد       | حي المنتزه         | حي المهن    | حي النخيل   |
| حي النسيم   | حي النهضة       | حي النواة          | حي الواحة   | حي الياقوت  |
| حي رضوى     | حي رضوى النقادي | حي عين النوى       | حي مشرفة    | حي الورود   |
| حي العجاجي  | حي المروج       | حي السديس          | حي العيون   | حي الفردوس  |

## الفن الشعبي

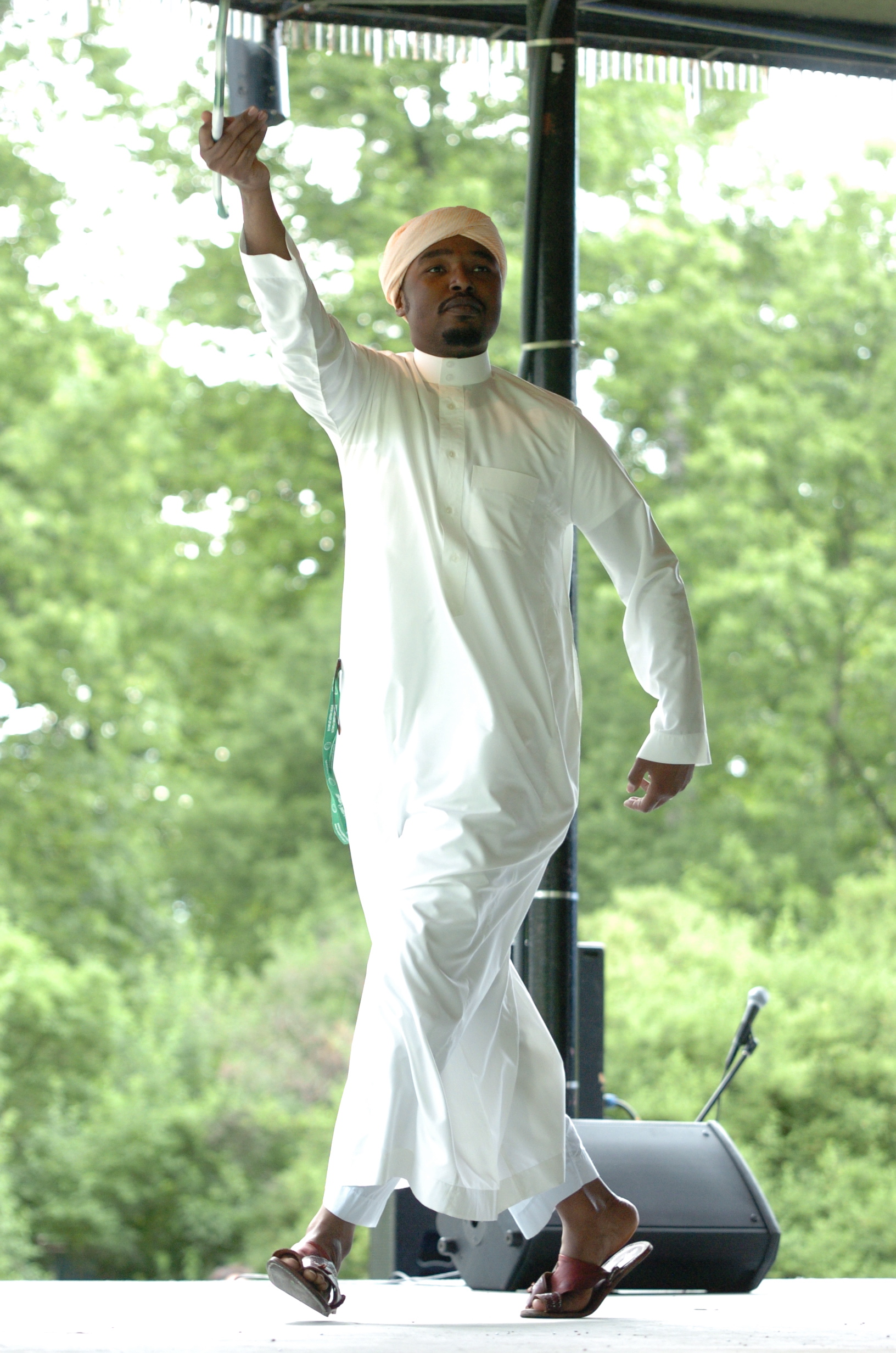

الينبعاوي  ويشتهر بأداء ألوانه التي تعتمد على آلات التخت العربي وغالباً ما تستخدم آلة السمسمية ويتخلله الموال الينبعاوي، ومن حب أهالي ينبع لبعض الفنانين القدامى مثل محمد عثمان وسيد درويش وأم كلثوم وعبد الوهاب فقد أعادوا صياغة بعض أغانيهم المشهورة بطابع ينبعاوي مع الحفاظ على جوهر اللحن ولكن بإيقاعات ينبعاوية. وهناك فنون كثيرة تشتهر بها ينبع مثل الرديح والخبيتي وألعاب الزير والبدواني. ويوجد لون اسمه العجل معروف في ينبع البحر مع الألوان الشعبية البحرية المنتشرة على طول ساحل البحر الاحمر .

## الجامعات والكليات

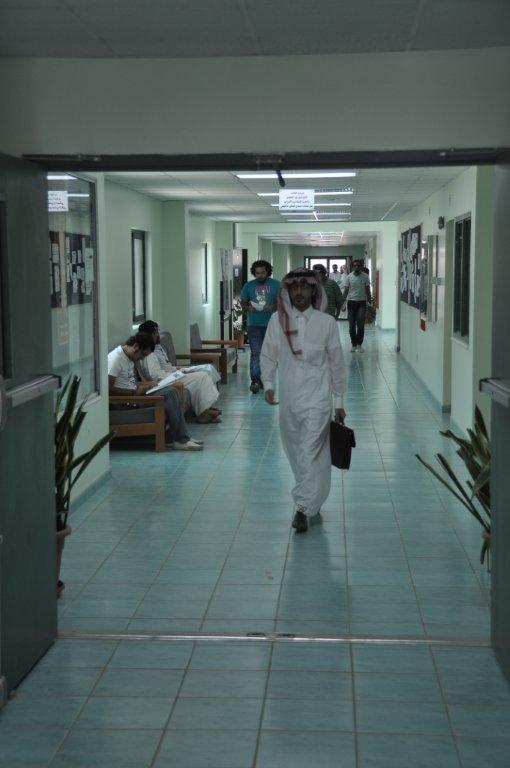
كلية ينبع الجامعية.

### جامعة طيبة
وتشمل كليات الهندسة وكلية علوم الحاسب وكلية العلوم والآداب وكلية العلوم الطبية لبنات

### كلية ينبع الجامعية
هي مؤسسة غير ربحية تأسست عام 2005م من قبل الهيئة الملكية للجبيل وينبع. تنطوي تحت مظلتها كلية للبنات وكلية أخرى للبنين.

### كلية ينبع للتقنية التطبيقية
أول كلية فريدة من نوعها على مستوى المملكة تابعة للمؤسسة العامة للتدريب التقني والمهني. يدرس فيها المتدرب اللغة الإنجليزية على أيدي مدرّسين من جنسيات سعودية ويدرس أيضًا المتدرب مواد تخصصية (كهرباء ميكانيكا الكترونيات اتصالات شبكات وبرمجة) باللغة الإنجليزية والعربية .

### كلية ينبع الصناعية
كلية صناعية تقع في المملكة العربية السعودية في مدينة ينبع الصناعية. تم تأسيسها في عام 1409 هـ الموافق 1989 م بهدف إعداد الكوادر السعودية المؤهلة تقنيا والقادرة على تشغيل الصناعات والتجهيزات الأساسية بمدينة ينبع الصناعية، وقد حصلت مؤخراً على الاعتراف الأكاديمي من منظمة ACBSP لبرامج الإدارة والأعمال وأيضاً على الاعتراف الأكاديمي من منظمة ABET لبرامج قسم الهندسة الميكانيكية وبرامج تقنية الهندسة الكيميائية.

## الأندية الرياضية
يوجد في مدينة ينبع ثلاثة أندية رياضية :
- نادي المجد من ينبع البحر
- نادي رضوى من ينبع البحر
- نادي العقيق من ينبع النخل

## صحف محافظة ينبع
- صحيفة ينبع اليوم
- صحيفة ينبع الالكترونية
- صحيفة ينبع نيوز